# 森脇隆夫
森脇 隆夫（もりわき たかお、1922年（大正11年）4月28日 - 1996年（平成8年）2月27日） は、日本の化学工学者、司祭。学校法人上智学院理事長。

## 人物・経歴
1945年名古屋帝国大学工学部応用化学科卒業。1952年上智大学文学部哲学科卒業。1954年上智大学大学院哲学研究科修了。
1957年カトリック司祭。1958年上智大学大学院神学研究科修了。1962年上智大学理工学部助教授。
1965年ノートルダム大学Ph. D. in Chemistry。
1967年上智大学学生部次長。1971年上智大学理工学部教授。
1975年学校法人上智学院理事。1975年学校法人上智学院評議員。1976年学校法人上智学院総務担当理事。
1976年学校法人上智学院国際広報室長。1981年学校法人上智学院理事長。
1989年上智大学理工学振興会会長。
アメリカンフットボール部顧問。
1996年脳梗塞で死亡。